# Anopheles stricklandi
Anopheles stricklandi är en tvåvingeart som beskrevs av Reid 1965. Anopheles stricklandi ingår i släktet Anopheles och familjen stickmyggor. Inga underarter finns listade i Catalogue of Life.